# Bévenais
Bévenais est une commune française située dans le département de l'Isère, en région Auvergne-Rhône-Alpes.
Ancienne paroisse de la province du Dauphiné, la commune est positionnée dans la partie septentrionale du département de l'Isère entre les agglomérations lyonnaise et grenobloise. Bévenais est en outre située dans la communauté de communes de Bièvre Est, dont le siège est situé dans la commune de Colombe. Ses habitants sont les Bévenaitins.

## Géographie

### Situation et description
La commune de Bévenais est située dans la partie septentrionale du département de l'Isère, dans l'arrondissement de La Tour-du-Pin à l'est de la plaine de Bièvre.

### Climat
Pour des articles plus généraux, voir Climat d'Auvergne-Rhône-Alpes et Climat de l'Isère.
En 2010, le climat de la commune est de type climat des marges montargnardes, selon une étude du Centre national de la recherche scientifique s'appuyant sur une série de données couvrant la période 1971-2000. En 2020, Météo-France publie une typologie des climats de la France métropolitaine dans laquelle la commune est exposée à un climat de montagne ou de marges de montagne et est dans la région climatique  Alpes du nord, caractérisée par une pluviométrie annuelle de 1 200 à 1 500 mm, irrégulièrement répartie en été. 
Pour la période 1971-2000, la température annuelle moyenne est de 10,8 °C, avec une amplitude thermique annuelle de 17,3 °C. Le cumul annuel moyen de précipitations est de 1 188 mm, avec 9,8 jours de précipitations en janvier et 6,9 jours en juillet. Pour la période 1991-2020, la température moyenne annuelle observée sur la station météorologique de Météo-France la plus proche, « Grenoble-Saint-Geoirs », sur la commune de Saint-Étienne-de-Saint-Geoirs à 8 km à vol d'oiseau, est de 11,5 °C et le cumul annuel moyen de précipitations est de 915,1 mm,. Pour l'avenir, les paramètres climatiques de la commune estimés pour 2050 selon différents scénarios d'émission de gaz à effet de serre sont consultables sur un site dédié publié par Météo-France en novembre 2022.

### Hydrographie
Le territoire de la commune n'est traversé par aucun cours d'eau notable.

### Voies de communication
La RD73, qui relie la commune du Grand-Lemps à la commune des Abrets-en-Dauphiné au nord et à la commune de Beaurepaire, au sud, traverse le territoire communal selon un axe est-ouest.

### Transports
La gare ferroviaire la plus proche est la gare du Grand-Lemps, située à environ 5 km de Bévenais. Celle-ci se présente sous la forme d'une halte ferroviaire desservie par les trains TER Auvergne-Rhône-Alpes de la relation de Lyon-Perrache. cette gare comprend un parc pour les vélos avec une consigne individuelle en libre accès.

## Urbanisme

### Typologie
Au 1er janvier 2024, Bévenais est catégorisée bourg rural, selon la nouvelle grille communale de densité à sept niveaux définie par l'Insee en 2022.
Elle appartient à l'unité urbaine d'Apprieu-Le Grand-Lemps, une agglomération intra-départementale regroupant cinq  communes, dont elle est une commune de la banlieue,,. Par ailleurs la commune fait partie de l'aire d'attraction de Grenoble, dont elle est une commune de la couronne,. Cette aire, qui regroupe 204 communes, est catégorisée dans les aires de 700 000 habitants ou plus (hors Paris),.

### Occupation des sols
L'occupation des sols de la commune, telle qu'elle ressort de la base de données européenne d’occupation biophysique des sols Corine Land Cover (CLC), est marquée par l'importance des territoires agricoles (57,1 % en 2018), en diminution par rapport à 1990 (61,7 %). La répartition détaillée en 2018 est la suivante : 
terres arables (46,4 %), forêts (33,3 %), prairies (10,7 %), zones urbanisées (6,7 %), mines, décharges et chantiers (2,9 %). L'évolution de l’occupation des sols de la commune et de ses infrastructures peut être observée sur les différentes représentations cartographiques du territoire : la carte de Cassini (XVIIIe siècle), la carte d'état-major (1820-1866) et les cartes ou photos aériennes de l'IGN pour la période actuelle (1950 à aujourd'hui).

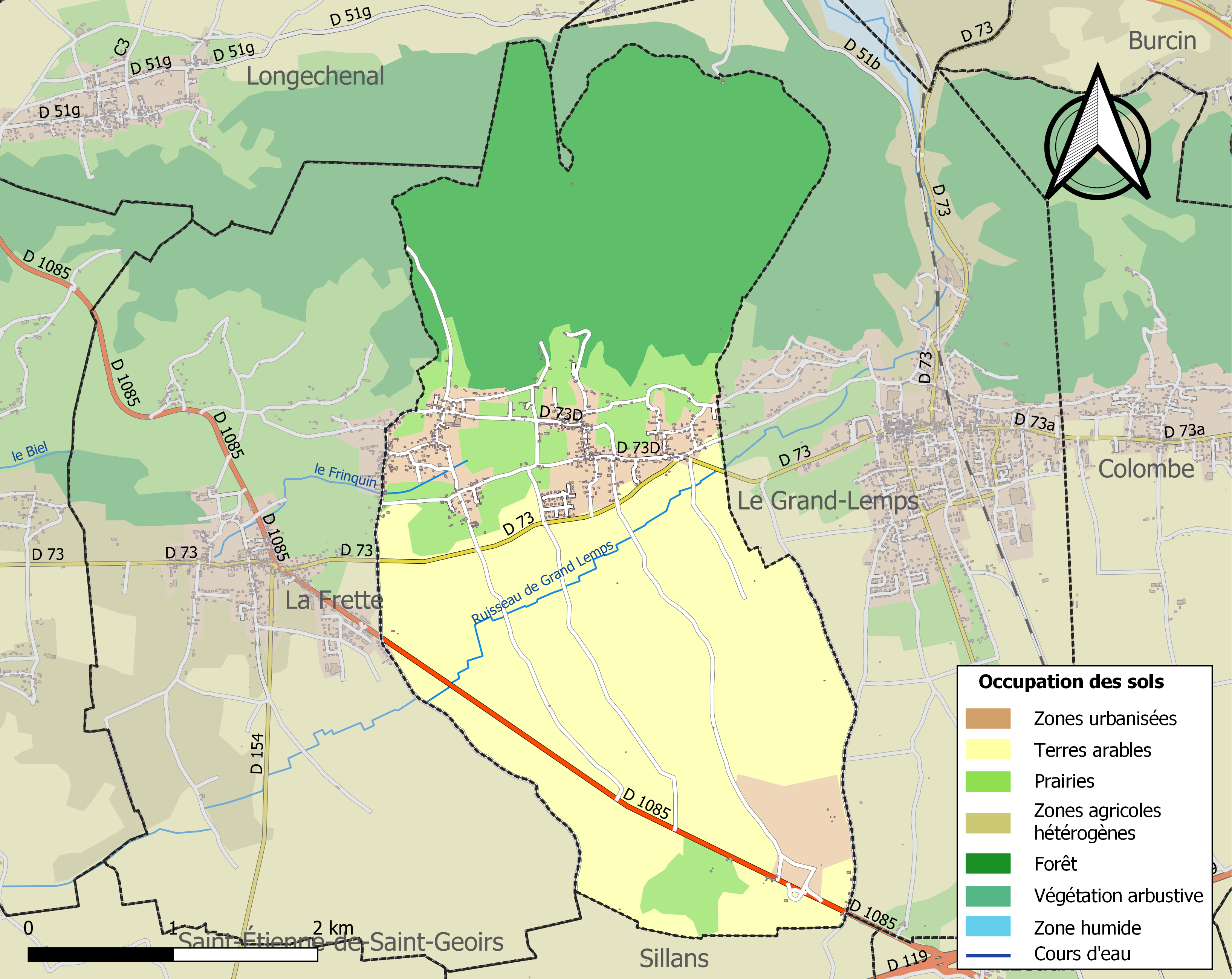
Carte des infrastructures et de l'occupation des sols de la commune en 2018 (CLC).

### Risques naturels et technologiques

#### Risques sismiques
L'ensemble du territoire de la commune de Bévenais est situé en zone de sismicité n°3 (sur une échelle de 1 à 5), comme la plupart des communes de son secteur géographique, mais non loin de la zone n°4 qui s'étend plus à l'est vers le massif de la Chartreuse.
| Type de zone | Niveau            | Définitions (bâtiment à risque normal) |
| ------------ | ----------------- | -------------------------------------- |
| Zone 3       | Sismicité modérée | accélération = 1,1 m/s2                |

## Toponymie
Du latin Bovinus (« bovin ») et suffixe péjoratif –aceum, sans doute un «mauvais pâturage ».

## Histoire

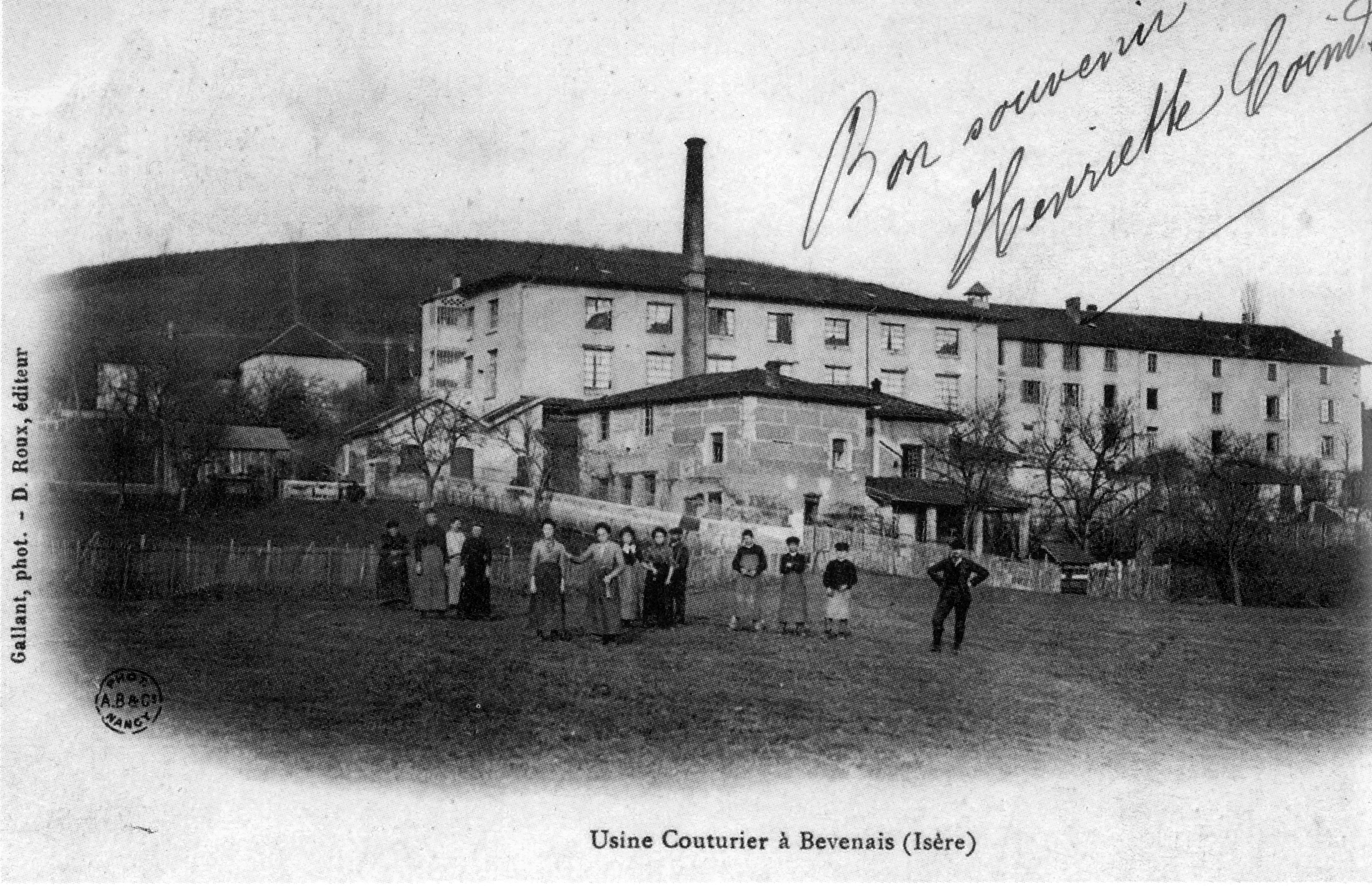
Usine couturière de Bévenais en 1904

### Préhistoire, Antiquité et Moyen Âge
Le secteur actuel de la commune se situe à l'ouest du territoire antique des Allobroges, ensemble de tribus gauloises occupant l'ancienne Savoie, ainsi que la partie du Dauphiné, située au nord de la rivière Isère.

## Politique et administration

### Liste des maires
| Période                                  | Période  | Identité          | Étiquette | Qualité  |
| ---------------------------------------- | -------- | ----------------- | --------- | -------- |
| mars 1983                                | 2020     | François Brochier | SE        | Retraité |
| 2020                                     | En cours | Pierre Caron      |           | Retraité |
| Les données manquantes sont à compléter. |          |                   |           |          |

## Population et société

### Démographie
L'évolution du nombre d'habitants est connue à travers les recensements de la population effectués dans la commune depuis 1793. Pour les communes de moins de 10 000 habitants, une enquête de recensement portant sur toute la population est réalisée tous les cinq ans, les populations de référence des années intermédiaires étant quant à elles estimées par interpolation ou extrapolation. Pour la commune, le premier recensement exhaustif entrant dans le cadre du nouveau dispositif a été réalisé en 2004.

En 2022, la commune comptait 1 042 habitants, en évolution de +4,2 % par rapport à 2016 (Isère : +3,07 %, France hors Mayotte : +2,11 %).
| 1793 | 1800 | 1806 | 1821  | 1831  | 1836  | 1841  | 1846  | 1851  |
| ---- | ---- | ---- | ----- | ----- | ----- | ----- | ----- | ----- |
| 834  | 810  | 990  | 1 046 | 1 064 | 1 130 | 1 080 | 1 099 | 1 067 |

| 1856  | 1861  | 1866 | 1872 | 1876 | 1881 | 1886 | 1891 | 1896 |
| ----- | ----- | ---- | ---- | ---- | ---- | ---- | ---- | ---- |
| 1 294 | 1 125 | 977  | 895  | 875  | 873  | 879  | 878  | 841  |

| 1901 | 1906 | 1911 | 1921 | 1926 | 1931 | 1936 | 1946 | 1954 |
| ---- | ---- | ---- | ---- | ---- | ---- | ---- | ---- | ---- |
| 844  | 803  | 771  | 656  | 634  | 646  | 637  | 520  | 480  |

| 1962 | 1968 | 1975 | 1982 | 1990 | 1999 | 2004 | 2006 | 2009 |
| ---- | ---- | ---- | ---- | ---- | ---- | ---- | ---- | ---- |
| 491  | 456  | 435  | 598  | 628  | 641  | 769  | 813  | 853  |

| 2014 | 2019  | 2022  | - | - | - | - | - | - |
| ---- | ----- | ----- | - | - | - | - | - | - |
| 995  | 1 023 | 1 042 | - | - | - | - | - | - |

### Enseignement
La commune est rattachée à l'académie de Grenoble.

### Médias
Historiquement, le quotidien à grand tirage Le Dauphiné libéré consacre dans son édition du Nord-Isère, chaque jour, y compris le dimanche, un ou plusieurs articles à l'actualité du canton et de la communauté de communes, ainsi que des informations sur les éventuelles manifestations locales, les travaux routiers et autres événements divers à caractère local.

### Cultes
La communauté catholique et l'église de Bévenais (propriété de la commune) sont rattachées à la paroisse Notre-Dame de Milin, nommée en référence à la chapelle éponyme, lieu de pèlerinage local situé dans la commune voisine de Burcin et qui comprend sept autres clochers. Cette paroisse est elle-même rattachée au diocèse de Grenoble-Vienne.

## Culture locale et patrimoine

### Lieux et monuments
- Église Saint-Marcellin du XIXe siècle.
- Chapelle de Notre-Dame de la Salette construite en 1853, située sur le coteau à 700 m d'altitude.
- Le chemin de compostelle
- City stade
- L'épiz'bar
- La statue du saint Mathieu et son frère

### Héraldique
|  | Bévenais possède des armoiries dont l'origine et le blasonnement exact ne sont pas disponibles. |